# МАЗ-6502
МАЗ-6502 (англ. MAZ-6502) — повноприводний самоскид підвищеної прохідності з колісною формулою 6×6 і односкатною ошинковкою, що випускається Мінським автозаводом з 2015 року.

## Опис
Технічно допустима загальна маса МАЗ-6502Н9 складає 35.000 кг (9000+26.000), споряджена — 14.900/14.500 кг в залежності від виконання. Технічно допустима вантажопідйомність — 20.600/21.000 кг. Самоскидна платформа із заднім розвантаженням має обсяг 12 м3. Вона може бути прямокутного або U-подібного типу з заднім бортом. Автомобіль комплектується двигуном ЯМЗ-652 (Євро-4), максимальна потужність якого становить 412 к.с., максимальний обертовий момент — 1870 Нм. Коробки передач на вибір — 12-ступінчасті ТМЗ-09130 і Fast Gear 12JS200TA або 16-ступінчаста ZF 16S2525TO. Кабіна вантажівки МАЗ-6502 від МАЗ-6418 (двомісна, підресорена). Максимальна швидкість — 85 км/год.
МАЗ-6502Н9 є першою моделлю сімейства вантажівок 6х6 в яке ще входять МАЗ-6502Н9, МАЗ-6432Н9 та МАЗ-6318H9.

## МАЗ-6302

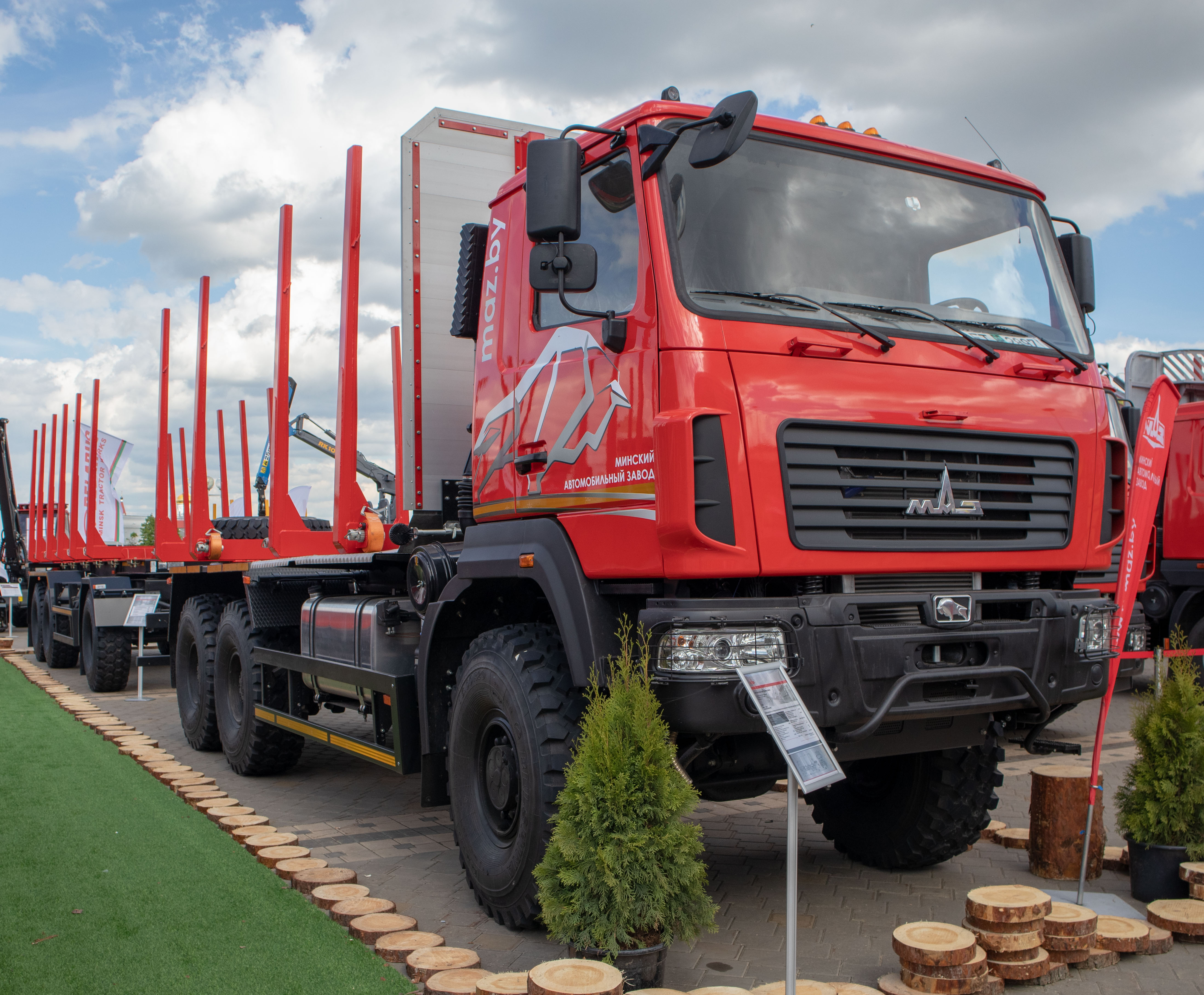
МАЗ-6302

21,8-тонний сортиментовоз МАЗ-6502Н9 6х6, повною масою 33,5 т.

## МАЗ-6432
Сідловий тягач МАЗ-6432Н9 6х6, призначений для роботи в складі автопоїздів повною масою до 65 тонн. Автомобіль прийшов на заміну МАЗ-6425. Машина оснащена турбодизелем ЯМЗ-652 потужністю 412 к.с. і 12-ступінчастою коробкою передач 12JS200TA. Споряджена маса тягача — 12 т. Навантаження на сідло — 21110 кг. Максимальна швидкість — 93 км/год. Паливний бак вміщує 500 л.

## МАЗ-6318
Тривісний МАЗ-6318H9 є автомобільне шасі підвищеної прохідності нового покоління повною масою 33,9 т. вантажопідйомністю 21,5 т. На відміну від повнопривідного попередника МАЗ-6317, що новинка оснащена більш комфортною кабіною від МАЗ-5440, переробленою підвіскою з вдосконаленим позашляховим арсеналом.